# Agnes Catherine Maitland

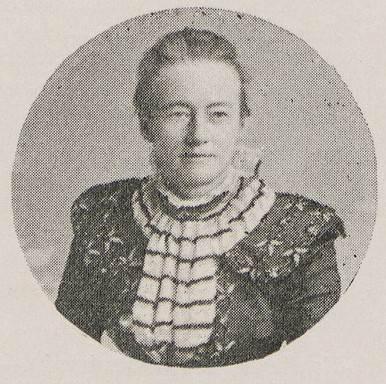
Agnes Catherine Maitland (1899)

 Agnes Catherine Maitland (* 12. April 1850 in London, England; † 19. August 1906 in Oxford, England) war eine britische Erzieherin, Autorin und Hochschullehrerin. Sie war von 1889 bis 1906 Rektorin des Somerville College in Oxford.

## Leben und Werk
Maitland war die zweite Tochter von Matilda Leathes Mortlock und dem Kaufmann David John Maitland. Als sie fünf Jahre alt war, zog die Familie nach Liverpool, wo Maitland zu Hause erzogen wurde. Sie besuchte 1867 den ersten Vorlesungskurs, der vom North of England Council for Promoting the Higher Education of Women organisiert wurde. Sie unterrichtete dann an der 1876 von Fanny L. Calder in Liverpool gegründeten Hauswirtschaftsschule und wurde 1877 Prüferin an den Northern Union Schools of Cookery. Ab 1881 war sie unter der Schirmherrschaft der Liverpooler Schule Prüferin an Grundschulen. Sie veröffentlichte Kochbücher, hielt häufig Vorträge über Hygiene und Haushaltsführung und war eine Zeitlang Sekretärin des Egypt Exploration Fund.

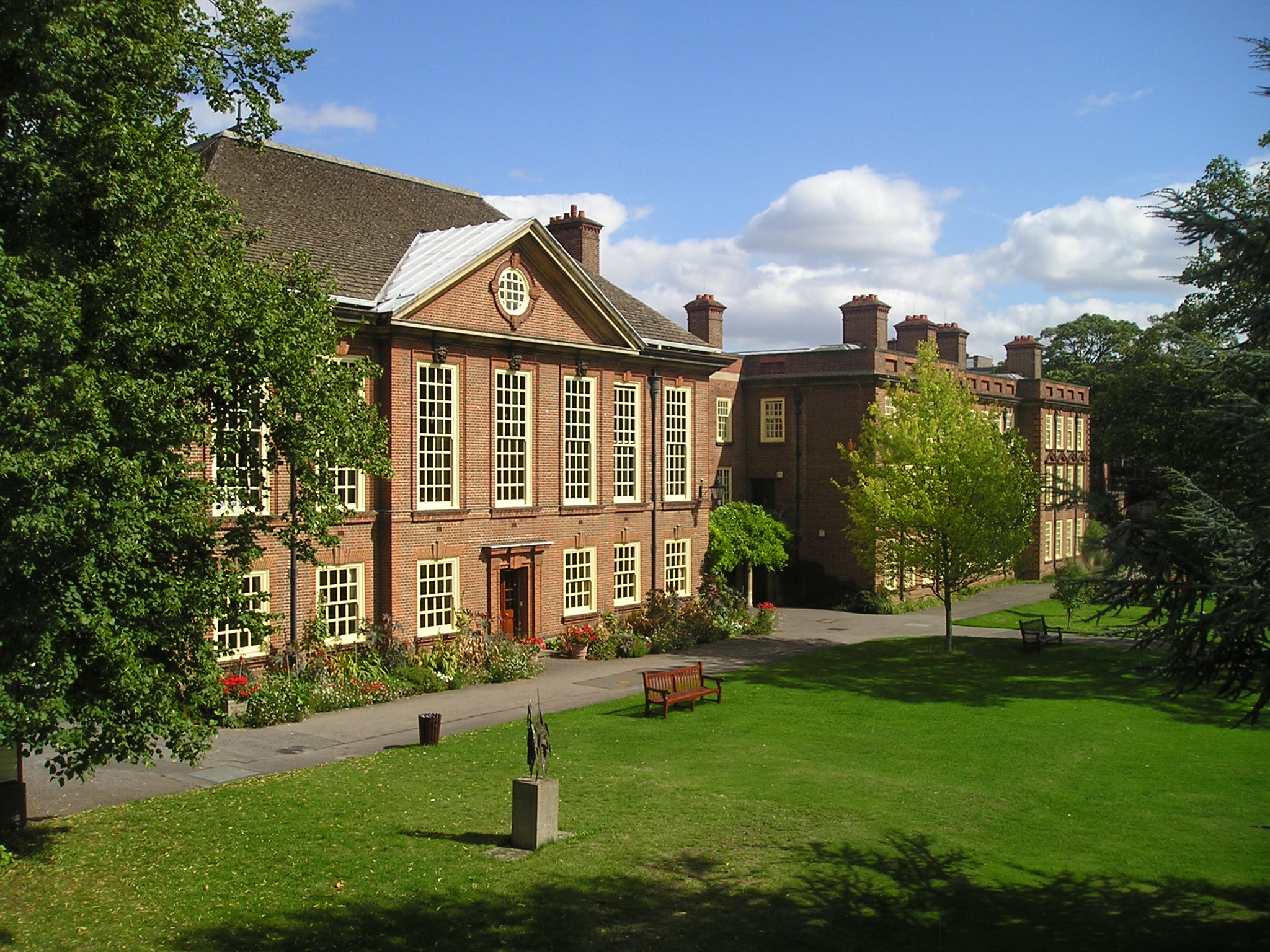
Die Halle (links) und das Maitland Building (rechts) des Somerville College, Oxford; 2006

1889 wurde sie Direktorin der Somerville Hall in Oxford als Nachfolgerin von Madeleine Shaw Lefevre. Somerville Hall wurde 1879 gegründet und 1881 als College der Universität Oxford angegliedert, behielt jedoch bis 1894 den Namen Somerville Hall. Während Maitlands Amtszeit als Schulleiterin stieg die Zahl der Studentinnen von 35 auf 86 und die Gebäude wurden entsprechend erweitert. Sie entwickelte das Tutoriensystem, um Somerville Hall zu einem echten College zu machen. Sie forderte die Studentinnen auf, das volle Studium zu belegen, um die Berechtigung zu Abschlüssen nachzuweisen, die noch immer Männern vorbehalten waren. Sie war die Mentorin der Historikerin Katherine Routledge, die 1895 ein Geschichtsstudium an der Somerville Hall abschloss. 1896 unterstützte Maitland nachdrücklich den Vorschlag, Frauen zu Oxford-Abschlüssen zuzulassen.
Das College verdankt Maitland den Aufbau seiner 15.000 Bände umfassenden Bibliothek, die 1894 von John Morley, 1. Viscount Morley of Blackburn eröffnet wurde. Auf Morleys Vorschlag hin schenkte Helen Taylor der Bibliothek des Somerville College die Bibliothek ihres verstorbenen Stiefvaters John Stuart Mill.
Maitland war Mitglied der Bildungssektion der National Union of Women Workers und der University Association of Women Teachers. Sie starb nach etwa zweijähriger Krankheit 1906 in Oxford und wurde auf dem Holywell Cemetery in Oxford beigesetzt. Ihr posthumes Porträt wurde von Herbert James Gunn angefertigt, der Maitland nach Fotografien malte, und wurde dem College 1937 von Katharine Routledge vermacht.

## Veröffentlichungen (Auswahl)
- 1875: Elsie, a Lowland Sketch. Nabu Press, 2011, ISBN 978-1-271-44444-1.
- 1883: The Rudiments of Cookery: a Manual for Use in Schools and Homes.
- 1884: Madge Hilton. CHIZINE PUBN, 2015, ISBN 978-1-340-42947-8.
- 1886: Rhoda, a novel.
- 1887:  Afternoon Tea Book.
- 1888: Cookery Primer for School and Home Use.
- 1889: Cottage Lectures.
- 1889: Nellie O’Neil. Thomas Nelson and Sons.
- 1889: What Shall We Have for Breakfast? John Hogg, 1901.
- 1892: A woman's victory. London, William Stevens.
- 1896: The due recognition of women by the University of Oxford.
- mit Margaret Aylmer: Mothers' meetings and their advantages : in three letters. London: William Macintosh.